# Compagnie des chemins de fer Bône-Guelma
La Compagnie des chemins de fer Bône-Guelma è una società anonima francese fondata nel 1875 per la costruzione e la gestione di ferrovie in Algeria e in Tunisia. 
Dal 1923 divenne Compagnie fermière des chemins de fer tunisiens.

Rete ferroviaria della Tunisia tra 1880 e 1941

## Storia
La Compagnie des chemins de fer Bône-Guelma venne fondata nel 1875 da Ernest Goüin; nel 1876 acquisì la concessione della ferrovia Bône-Guelma che era stata assegnata alla Société de construction des Batignolles (anch'essa di Ernest Goüin) con il concorso della Banque de Paris et des Pays-Bas. Di fatto la società era una "creatura" della società des Batignolles; essa costruì 449 km in Algeria.
Dopo il Trattato del Bardo che estese il protettorato francese alla Tunisia ottenne ulteriori possibilità di estendere la propria rete con 1205 km di ferrovie in tale paese. Nel 1886 fu inaugurato il collegamento Algeri-Tunisi.
Nel 1898 la compagnia acquistò dalla Società di navigazione genovese Rubattino la ferrovia che essa gestiva e i terreni che aveva acquistato dalla Tunisian Railways Company nel 1880.
Il 29 luglio 1904 le ferrovie private algerine furono oggetto di una riforma che limitò notevolmente lo spazio di azione della società fino alla completa statalizzazione della rete algerina esercita dal 1º aprile 1915 dalla Compagnie des Chemins de fer algériens de l'État. 
La "compagnie" si trovò quindi nelle condizioni di esercire la maggior parte delle proprie ferrovie in Tunisia. La prima guerra mondiale fece crollare il traffico ferroviario anche in conseguenza della diminuzione dell'attività mineraria (oltre alla diminuzione del personale richiamato alle armi). Alla fine della guerra la situazione economica era precaria; due convenzioni con il governatorato tunisino, nel 1920 e nel 1922, assicurarono la sopravvivenza della compagnia ma a determinate condizioni: la proprietà veniva trasferita allo Stato, la gestione alla compagnia dal 22 giugno.
L'8 giugno 1923 l'assemblea generale degli azionisti della società prese atto della trasformazione della vecchia società, le cui caratteristiche non corrispondevano più ai contratti sin dal 1910, nella nuova Compagnie fermière des chemins de fer tunisiens con un totale di 1580 km di linee esercite.
Dal 1924 al fine di affrancarsi dalla dipendenza e dal controllo governativo tunisino iniziò la diversificazione intraprendendo partecipazioni a vari settori del trasporto su strada e dell'energia e della navigazione. La seconda guerra mondiale fu disastrosa per la compagnia che finì con l'essere requisita e sottoposta alle direttive di Parigi. La concessione ferroviaria fu prorogata, dopo la guerra, oltre la scadenza del 1948 fino al 1956 quando avvenne la nazionalizzazione delle ferrovie tunisine.

## Rete ferroviaria

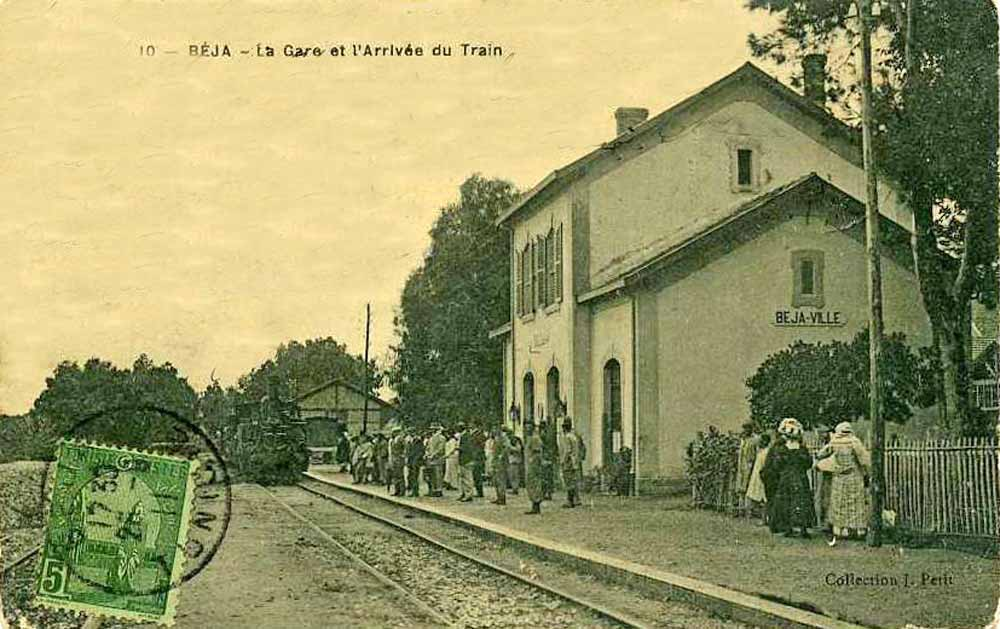
Stazione di Beja, Tunisia

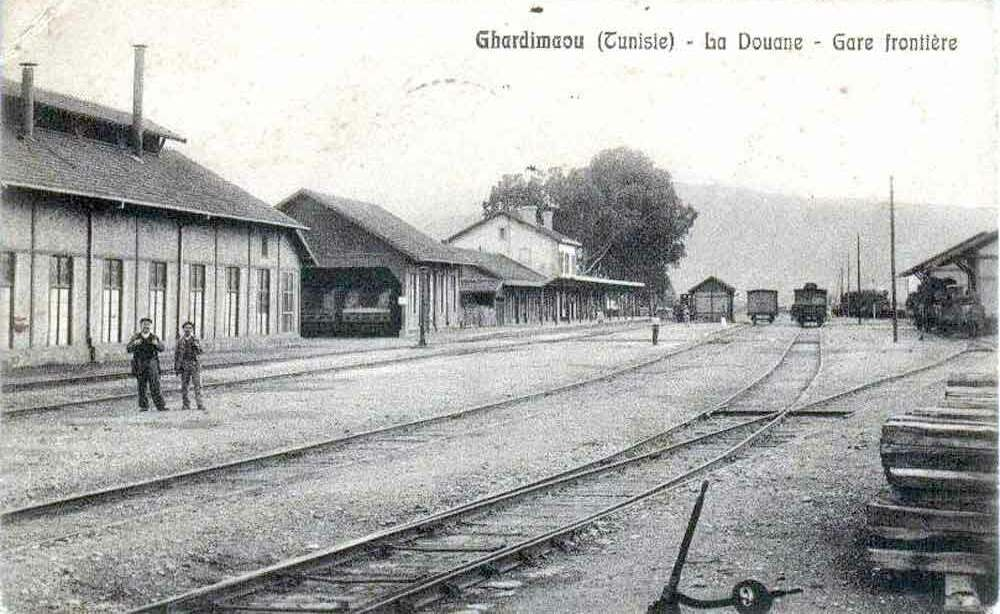
Stazione di Ghardimaou, frontiera algerino-tunisina

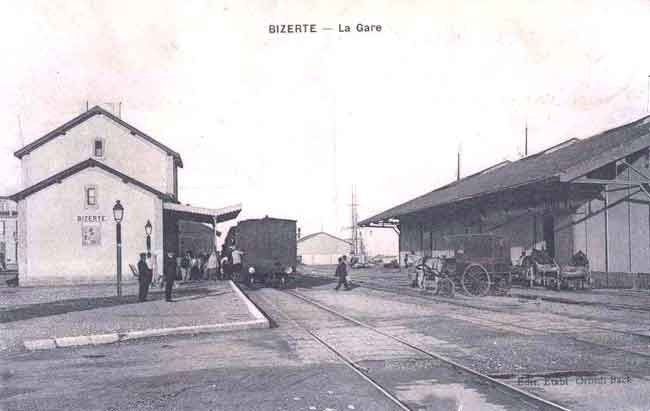
Stazione di Biserta

### Algeria
Nel 1913 la lunghezza totale era di 449 km costituita dalla seguenti linee:
| Percorso                           | Lunghezza, km | Apertura  | Note                |
| ---------------------------------- | ------------- | --------- | ------------------- |
| Bône – Duvivier                    | 55            | 1876      |                     |
| Duvivier – Guelma – El Khroub      | 168           | 1877-1879 |                     |
| Duvivier – Souk-Ahras – Ghardimaou | 105           | 1881-1884 |                     |
| Souk-Ahras – Tébessa               | 130           | 1888      | scartamento metrico |

La compagnia eserciva anche la Tranvia Saint-Paul-Randon di 11,4 km.

### Tunisia
Sul territorio tunisino la compagnia gestiva due reti; quella di nord-est a scartamento normale e quella sud a scartamento metrico.

#### A scartamento normale (rete nord)
| Percorso                                         | Lunghezza, km | Apertura | Note                                               |
| ------------------------------------------------ | ------------- | -------- | -------------------------------------------------- |
| Tunisi – Djedeida – Tebourba                     | 27,9          | 1878     |                                                    |
| Tebourba – Medjez el-Bab                         | 31,9          |          |                                                    |
| Medjez el-Bab – Oued Zarga                       | 18,4          | 1878     |                                                    |
| Oued Zarga – Béja – Pont-de-Trajan               | 34            | 1879     |                                                    |
| Pont-de-Trajan – Sidi-Ali-Jébini                 | 20,7          | 1879     |                                                    |
| Sidi-Ali-Jébini – Jendouba                       | 28            | 1879     |                                                    |
| Tunisi Nord – Il Bardo                           | 9             | 1873     | acquisita nel 1879 dalla Tunisian Railways Company |
| Jendouba – Ghardimaou                            | 33,8          | 1880     |                                                    |
| Tunisi Marina – Hammam Lif                       | 16,9          | 1882     | convertita a scartamento metrico nel 1897          |
| Mastouta – Béja                                  | 12,7          | 1885     |                                                    |
| Djedeida – Mateur – Tinja – Bizerte              | 72,9          | 1894     |                                                    |
| Tinja – Ferryville                               | 3,8           | 1894     |                                                    |
| Tunisi-diramazione (Bab Alioua)–La Goletta-Porto | 13,9          | 1909     | a doppio scartamento 1000/1435 mm                  |
| Mateur – Jefna                                   | 26,9          | 1909     |                                                    |
| Jefna – Tamera                                   | 36,2          | 1912     |                                                    |
| Mateur-Sud – Sidi M'himech – Béja                | 67,5          | 1912     |                                                    |
| Sidi Smaïl – La Merja – Khereddine               | 14,1          | 1914     |                                                    |
| Khereddine – Nebeur                              | 29,2          | 1915     |                                                    |
| Tamera – Nefza                                   | 9,4           | 1917     |                                                    |

#### A scartamento metrico (rete sud)
| Percorso                                       | Lunghezza, km | Apertura | Note                                      |
| ---------------------------------------------- | ------------- | -------- | ----------------------------------------- |
| Tunisi Marina – Hammam Lif                     | 16,9          | 1882     | convertita a scartamento metrico nel 1897 |
| Hammam Lif – Fondouk Jedid – Grombalia         | 21,9          | 1895     |                                           |
| Grombalia – Bir Bouregba – Nabeul- Voyageurs   | 37,6          | 1895     |                                           |
| Fondouk Jedid – Menzel Bouzelfa                | 13,5          | 1895     |                                           |
| Bir Bouregba – Enfida                          | 39,9          | 1896     |                                           |
| Enfida – Kalâa Seghira                         | 42,8          | 1896     |                                           |
| Kalâa Seghira – Susa                           | 6,8           | 1896     |                                           |
| Tunisi ville – Sminja – Zaghouan               | 61,3          | 1897     |                                           |
| Sminja – Pont-du-Fahs                          | 14,6          | 1897     |                                           |
| Djebel Jelloud – Hammam Lif                    | 13,3          | 1897     | convertita a scartamento metrico          |
| Susa – Susa Porto                              | 1,5           | 1897     |                                           |
| Bir El Kassaâ – Radès (porto sud de La Goletta | 9,4           | 1897     |                                           |
| Bir El Kassaâ – La Laverie                     | 20            | 1899     |                                           |
| Susa – Ouerdanine – Moknine                    | 40            | 1899     |                                           |
| Pont-du-Fahs – Bou Arada                       | 25,4          | 1902     |                                           |
| Bou Arada – Gaâfour                            | 31,6          | 1904     |                                           |
| Gaâfour – Les Salines                          | 50,3          | 1904     |                                           |
| Les Salines – Le Kef                           | 30,9          | 1904     |                                           |
| Les Salines – Fej Tameur – Kalaat Senan        | 81,9          | 1905     |                                           |
| Fej Tameur – Slata                             | 29,1          | 1908     |                                           |
| Aïn Ghrasésia – Jilma                          | 93,5          | 1908     |                                           |
| Jilma – Sbeïtla                                | 28,6          | 1908     |                                           |
| Sbeïtla – Kasserine – Henchir Souatir          | 124           | 1909     |                                           |
| Ouerdanine – Sfax                              | 116           | 1911     |                                           |
| Menzel Bouzelfa – Henchir Lebna                | 35,3          | 1918     |                                           |
| Henchir Lebna – Oum Douil                      | 8,5           | 1925     |                                           |
| Henchir Lebna – Menzel Temime                  | 11 km         | 1927     |                                           |
| Rhilane (Algeria) – Aïn Kerma (Tunisia)        | 11            | 1931     |                                           |

#### Stazioni di coincidenza e interscambio
- Stazione di Sfax con la rete della Compagnie des phosphates et des chemins de fer de Gafsa.
- Stazione di Henchir Souatir con la rete della Compagnie des phosphates et des chemins de fer de Gafsa.

## Parco locomotive

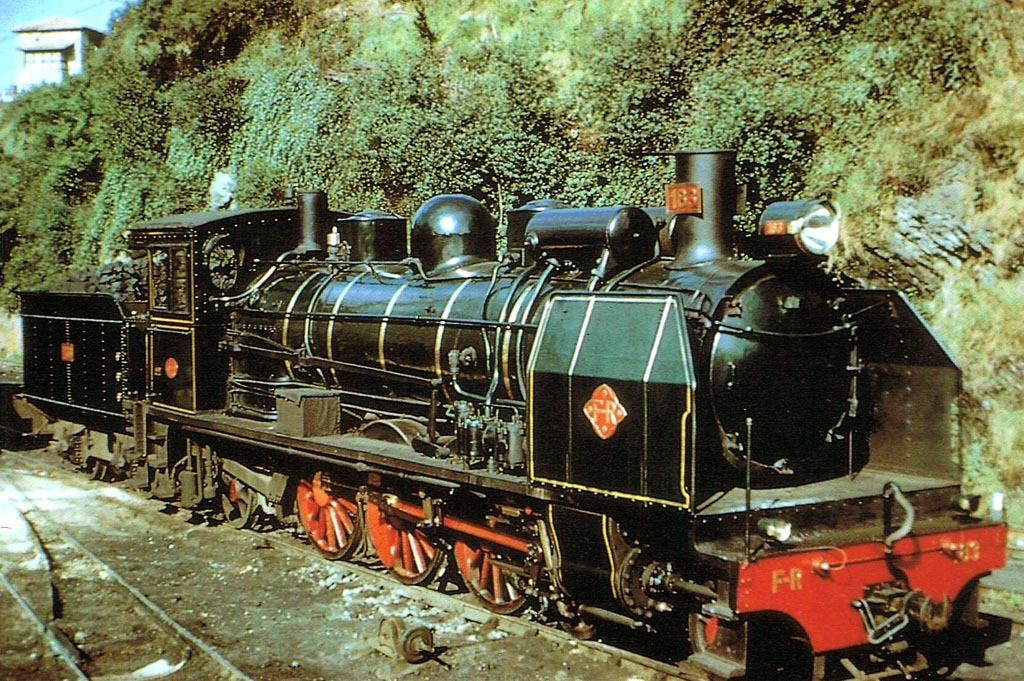
Locomotiva n. 181 venduta alla Chemin de fer de La Robla

### Scartamento normale
| Numero  | Rodiggio | Anni costruz. | Fabbrica                                              |
| ------- | -------- | ------------- | ----------------------------------------------------- |
| 1-39    | 0-3-0t   | 1876-1882     | Société de construction des Batignolles               |
| 11-12   | 1-3-0t   | 1904          | Société de construction des Batignolles               |
| 81- 86  | 1-3-0t   | 1899          | Baldwin Locomotive Works                              |
| 136-155 | 0-3-0t   | 1880-1883     | Société de construction des Batignolles               |
| 181-185 | 2-3-1    | 1914          | Société alsacienne de constructions mécaniques (SACM) |
| 186-188 | 2-3-1    | 1924          | SACM                                                  |
| 189-192 | 2-3-1    | 1930          | SACM                                                  |
| 221-235 | 1-5-0    | 1910          | SACM                                                  |
| 501-505 | 2-3-0    | 1904          | Société de construction des Batignolles               |

### Scartamento metrico
| Numero   | Rodiggio            | Anni costruz. | Fabbrica                                |
| -------- | ------------------- | ------------- | --------------------------------------- |
| 1-2      | 0-3-0t              | 1888          | Société de construction des Batignolles |
| 3-9      | 0-3-0t              | 1894          | Société de construction des Batignolles |
| 201-204  | 0-3-0t              | 1886          | Société de construction des Batignolles |
| 211-212  | 0-3-0t              | 1886          | Société de construction des Batignolles |
| 401- 415 | 1-3-0t              | 1897-1907     | Société de construction des Batignolles |
| 681-690  | Mallet 0-3-0 0-3-0t | 1920          | Baldwin Locomotive Works                |
| 701-712  | 2-3-0               | 1905-1907     | Société de construction des Batignolles |
| 801-805  | 2-3-1               | 1913          | SACM                                    |